# 4 Pułk Grenadierów Gwardii im. Królowej Augusty
4 Pułk Grenadierów Gwardii im. Królowej Augusty (niem. Königin Augusta Garde-Grenadier-Regiment Nr. 4)  – pułk grenadierów Gwardii Cesarstwa Niemieckiego.
Sformowany 5 maja 1860 , stacjonował w Berlinie. Patronką pułku była Augusta Sachsen-Weimar, wnuczka cara Rosji Pawła I i cesarzowa Niemiec.

## Schemat organizacyjny
- Korpus Gwardii (Gardekorps) - Berlin
  - 2 Dywizja Gwardii (2. Garde-Division) - Berlin
    - 4 Brygada Piechoty Gwardii (4. Garde-Infanterie-Brigade) - Berlin
      - 4 pułk grenadierów Gwardii im. Królowej Augusty (Königin Augusta Garde-Grenadier-Regiment Nr. 4) – Berlin